# EOKA 2
EOKA 2, w polskich źródłach także jako EOKA-B (gr. Εθνική Οργάνωσις Κυπρίων Αγωνιστών Β' - Ethniki Organosis Kiprijon Agoniston i Defteri) – paramilitarna organizacja nacjonalistyczna Greków cypryjskich, będąca kontynuatorką Narodowej Organizacji Cypryjskich Bojowników - EOKA.
Powstała w roku 1971. Twórcą i przywódcą EOKA 2 był generał Jeorjos Griwas, który zmarł w styczniu 1974. Organizacja walczyła o zjednoczenie Cypru z Grecją (enosis). Cieszyła się poparciem greckiej junty czarnych pułkowników. Członkowie EOKA 2 razem z częścią Gwardii Narodowej wzięli udział w zamachu stanu przeciwko prezydentowi Makariosowi III, dokonanym 15 lipca 1974. Samozwańczym prezydentem kraju został wówczas Nikos Sampson. Okoliczności te dostarczyły pretekstu dla tureckiej inwazji na Cypr, w jej następstwie także trwającego do dziś podziału wyspy, przy czym większa część ówczesnego potencjału ekonomicznego wyspy przypadła stronie tureckiej.